# Lynn Diamond
 (mars 2019).
Lynn Diamond est une écrivaine québécoise née en 1958 à Trois-Rivières, et morte le 7 décembre 2018 à Saint-Jean-de-Matha.

## Œuvre
- Tout l’azur dans la nuit profonde[1], poésie, Les Écrits des forges, novembre 2018
- Leslie Muller ou le Principe d’incertitude[2], roman, Triptyque, 2011.
- La Vie de Margaret Laurence[3], de James King, traduction française, Triptyque, 2007
- Le Corps de mon frère[4], roman, Triptyque, 2002, 206 p
- Le Passé sous nos pas[5], roman, Triptyque, 1999
- Nous avons l’âge de la Terre[6], nouvelles, Triptyque, 1994
- Le Passé sous nos pas a été traduit en anglais sous le titre The Past at Our Feet[7], Guernica Editions, 2004

## Prix et distinctions
Pour Le corps de mon frère :
- Finaliste au Prix des collégiens 2003

Pour Rendre visible l’invisible :
- Finaliste au Prix Odyssée 2002